# Id (Unix)
id é um comando dos sistemas operacionais Unix para obter as informações de usuários e de grupos.
Ex:
```
$> id root
uid=0(root) gid=0(root) groups=0(root)
```

Este comando forneceu a identificação do usuário e dos grupos a que ele pertence.